# Nabil Bahoui
Nabil Bahoui (Stockholm, 5 februari 1991) is een Zweedse profvoetballer van Marokkaanse afkomst, die voor Qatar SC speelt als middenvelder. 

## Interlandcarrière
Op 26 augustus 2014 werd Nabil voor het eerst opgeroepen voor het Zweedse nationaal voetbalteam om vriendschappelijk tegen Estland te spelen en behoorde ook tot het team dat tegen Oostenrijk speelde voor de Euro 2016 voetbalcampagne.
| Interlands van Nabil Bahoui voor Zweden | Interlands van Nabil Bahoui voor Zweden | Interlands van Nabil Bahoui voor Zweden | Interlands van Nabil Bahoui voor Zweden | Interlands van Nabil Bahoui voor Zweden | Interlands van Nabil Bahoui voor Zweden |
| №                                       | Datum                                   | Wedstrijd                               | Uitslag                                 | Soort Wedstrijd                         | Doelpunten                              |
| Als speler bij AIK Fotboll              | Als speler bij AIK Fotboll              | Als speler bij AIK Fotboll              | Als speler bij AIK Fotboll              | Als speler bij AIK Fotboll              | Als speler bij AIK Fotboll              |
| --------------------------------------- | --------------------------------------- | --------------------------------------- | --------------------------------------- | --------------------------------------- | --------------------------------------- |
| 1.                                      | 17 januari 2014                         | Moldavië – Zweden                       | 1 – 2                                   | Vriendschappelijk                       | 0                                       |
| 2.                                      | 21 januari 2014                         | IJsland – Zweden                        | 0 – 2                                   | Vriendschappelijk                       | 0                                       |
| 3.                                      | 4 september 2014                        | Zweden – Estland                        | 2 – 0                                   | Vriendschappelijk                       | 0                                       |
| 4.                                      | 9 oktober 2014                          | Zweden – Rusland                        | 1 – 1                                   | Kwalificatie EK 2016                    | 0                                       |
| 5.                                      | 12 oktober 2014                         | Zweden – Liechtenstein                  | 2 – 0                                   | Kwalificatie EK 2016                    | 0                                       |
| 6.                                      | 18 november 2014                        | Frankrijk – Zweden                      | 1 – 0                                   | Vriendschappelijk                       | 0                                       |
| 7.                                      | 15 januari 2015                         | Zweden – Ivoorkust                      | 2 – 0                                   | Vriendschappelijk                       | 0                                       |
| 8.                                      | 19 januari 2015                         | Zweden – Finland                        | 0 – 1                                   | Vriendschappelijk                       | 0                                       |